# Joanna Barczyńska
Joanna Barczyńska (z domu Detko, ur. 14 lipca 1972 w Kielcach) – polska szachistka, lekarz kardiolog i internista.

## Życiorys
W szachy rozpoczęła grać w wieku 6 lat, pierwszym trenerem był jej ojciec, Wiesław Detko. Reprezentowała: Klub Szachowy Technikum Mechanicznego w Kielcach, "Gambit" Kielce, AZS Kielce i "Kolejarz" Kielce. Pierwszy sukces odniosła w 1984 r., zdobywając mistrzostwo województwa kieleckiego juniorek młodszych. W następnym roku była mistrzynią województwa seniorek, podjęła również decyzję o skoncentrowaniu się na szachach, kosztem rezygnacji z muzycznego kształcenia (gry na pianinie). W 1986 r. zwyciężyła w I Ogólnopolskim Turnieju Szkół Ponadpodstawowych o "Toruńską Krzywą Wieżę". W 1987 r. zajęła IV m. w Igrzyskach Młodzieży Szkolnej w Częstochowie, natomiast w 1988 r. uzyskała najlepszy indywidualny wynik na V szachownicy podczas II ligi juniorów, rozegranej w Augustowie. Kilkukrotnie zwyciężała w Turniejach Kadry Narodowej A juniorek: w 1986 r. w Grudziądzu (w grupie do lat 16), w 1988 r. w Pucku (do lat 16) i w 1989 r. w Kościanie (do lat 20). Odnosiła również sukcesy w turniejach międzynarodowych: dwukrotnie III m. w Białce (1985, 1986), II m. w Pilźnie (1986), I m. w Sieradzu (1987) oraz dwukrotnie IV m. w Kościanie (1987, 1988).
Największy sukces w karierze odniosła w MP w Szachach 1989 r. w Poznaniu. Będąc uczennicą VI Liceum Ogólnokształcącego imienia Juliusza Słowackiego w Kielcach zdobyła w wieku 16 lat tytuł Mistrzyni Polski kobiet i wypełniła pierwszą normę na tytuł mistrzyni międzynarodowej. Sukces był zaskakujący, gdyż w gronie szesnastu finalistek była jedną z dwóch teoretycznie najsłabszych zawodniczek, nie posiadających rankingu międzynarodowego. W tym samym roku wystąpiła w Portoryko w mistrzostwach świata juniorek do lat 18, zajmując VII miejsce.
Zwycięstwo w finale Mistrzostw Polski w Szachach spowodowało awans do kadry narodowej seniorek i zapewniło udział w silnie obsadzonych turniejach międzynarodowych. Jednakże słabsza forma, która była następstwem zmiany repertuaru debiutowego oraz próby zmiany stylu gry uniemożliwiły jej osiągnięcie satysfakcjonujących wyników w Piotrkowie Trybunalskim (1989, XIV m.) oraz w turnieju strefowym (eliminacji mistrzostw świata) w Brnie (1989, XVI m.).
W 1990 r. zajęła w Brzozowie IV m. w mistrzostwach Polski juniorek do lat 19 oraz po raz drugi wystąpiła w finale mistrzostw Polski seniorek, zajmując w Koninie XII miejsce. Reprezentowała Polskę w meczach międzypaństwowych, m.in. z Bułgarią, Czechosłowacją, Niemcami i Rosją. Do najbardziej udanych należał pojedynek z Francją (Palavas-les-Flots, 1990), w którym zajęła I m. na swojej szachownicy, a jedna z jej partii zakończona efektowną kombinacją została opublikowana w miejscowej prasie.
Ostatnie turniejowe partie klasyfikowane przez Międzynarodową Federację Szachową rozegrała w 1997 roku.

## Kariera medyczna
W 1991 r. rozpoczęła medyczne studia wyższe na Akademii Medycznej w Warszawie i wycofała się z gry turniejowej. Na uczelni była współzałożycielką klubu szachowego "Medyk", pełniąc przez 6 lat stanowisko prezesa. W 1997 roku ukończyła studia medyczne, uzyskując tytuł zawodowy lekarza. W 2005 r. uzyskała specjalizację z chorób wewnętrznych, a w 2008 r. z kardiologii.

## Życie prywatne
W 2006 r. wyszła za mąż za Piotra Barczyńskiego, doktora nauk medycznych, również miłośnika szachów. Mają dwie córki: Zofię i Annę. Mieszka i leczy w Warszawie.